# Papiro 85
O Papiro 85 ({\displaystyle {\mathfrak {P}}}85) é um antigo papiro do Novo Testamento que contém fragmentos dos capítulos nove e dez do Apocalipse de João (9:19-10:2,5-9).